# Stazione di Cosenza Monaco
La stazione di Cosenza Monaco è una fermata ferroviaria di Cosenza, posta sul tronco comune alle linee per Catanzaro e per San Giovanni in Fiore. È posta in via Fortunato La Camera (Vaglio Lise), a 208 metri s.l.m.

## Storia
La fermata venne attivata il 16 dicembre 1989 come parte della nuova linea delle Ferrovie Calabro Lucane fra la vecchia stazione di Cosenza e la nuova stazione di Cosenza Vaglio Lise.

## Strutture e impianti
La fermata conta due binari serviti da due banchine laterali.

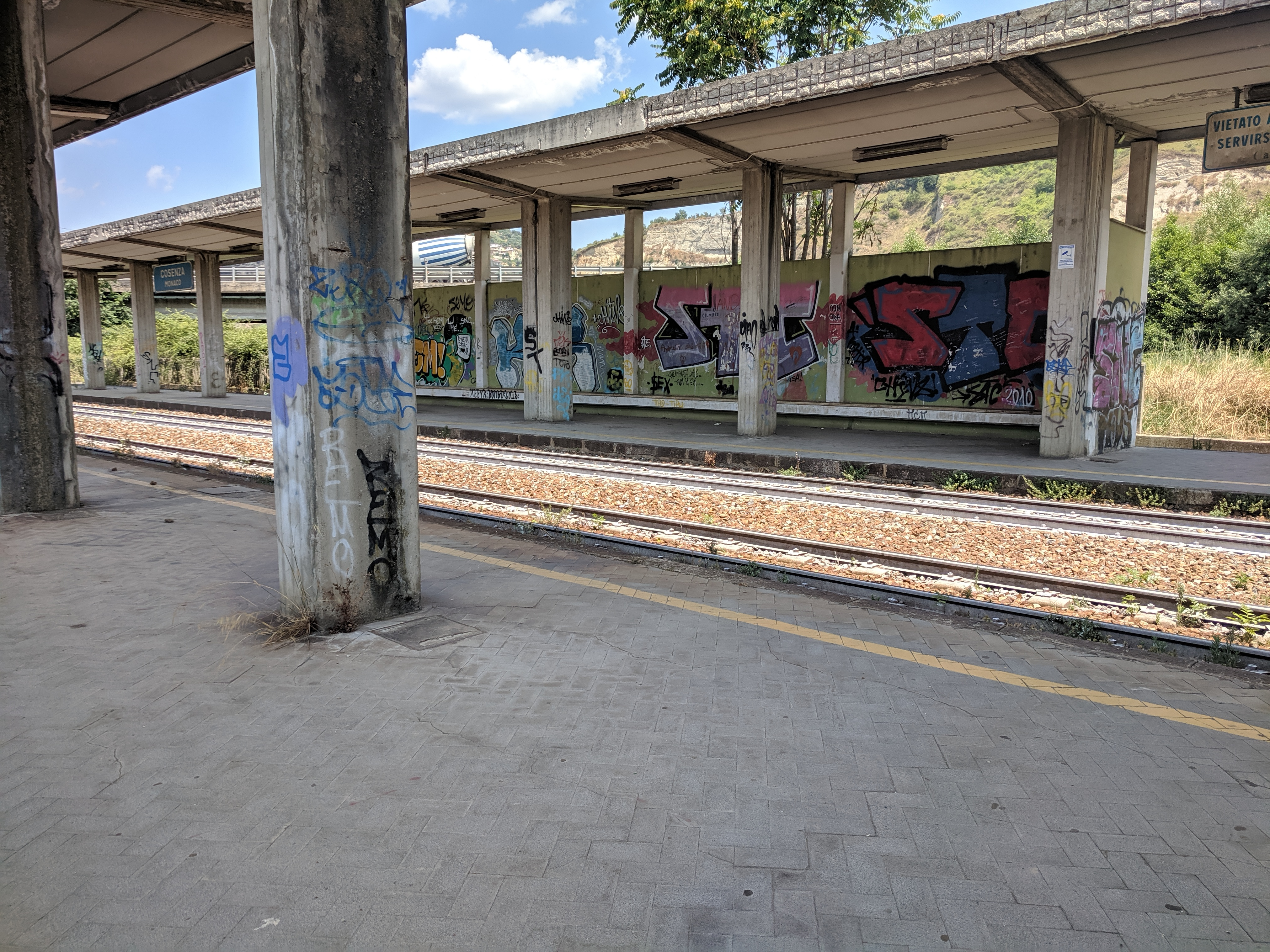

## Movimento
La fermata è servita dai treni delle Ferrovie della Calabria in servizio sulla relazione Cosenza-Marzi.